# Telesarc
Telesarc (en llatí Telesarchus, en grec antic Τελέσαρχος) fou un oficial siri-macedoni enviat pel rei selèucida Antíoc I Sòter, al front de 500 homes, a Grècia per ajudar els grecs en la defensa del pas de les Termòpiles contra el gal Brennus l'any 279 aC.
A la lluita es va destacar per la seva eficàcia i valentia i pel zel mostrat en servir a la causa dels confederats, segons diu Pausànias, però finalment va morir en combat al Mont Eta, per on els gals intentaven forçar l'entrada.